# Xã Baldwin, Quận Allegheny, Pennsylvania
Xã Baldwin (tiếng Anh: Baldwin Township) là một xã thuộc quận Allegheny, tiểu bang Pennsylvania, Hoa Kỳ. Năm 2010, dân số của xã này là 1.992 người.